# Florian Fiedler
Florian Fiedler (* 23. Mai 1977 in Hamburg) ist ein deutscher Bühnenregisseur und war von 2017 bis 2022 Intendant des Theaters Oberhausen.

## Leben
Florian Fiedler besuchte die Gesamtschule Bergedorf in Hamburg. Er arbeitete bereits vor seinem Abitur hinter der Bühne des Deutschen Schauspielhauses. Von 1997 bis 1998 war er im Rahmen seines Zivildienstes Regieassistent beim Jugendclub „Treffpunkt“ des Hamburger Thalia Theaters. Von 1998 bis 2001 arbeitete er als Regieassistent am Theater Basel. Seit 2001 ist er freier Regisseur. Er inszenierte inzwischen verschiedene Stücke am Deutschen Schauspielhaus Hamburg, am Münchner Volkstheater, am Schauspiel Frankfurt, am Theater Basel, am Gorki Theater Berlin, am Grips Theater Berlin und am Düsseldorfer Schauspielhaus.
Von 2006 bis 2009 leitete Fiedler die Experimentierspielstätte schmidtstrasse12 des Schauspiels Frankfurt. Ab 2009 war er als Hausregisseur am Schauspiel Hannover tätig, ab der Spielzeit 2011/12 leitete er dort unter Intendant Lars-Ole Walburg das Junge Schauspiel Hannover.
Die Findungskommission empfahl ihn im Mai 2016 zur Wahl des Nachfolgers von Peter Carp für die Intendanz des Theaters Oberhausen, die er zur Spielzeit 2017/18 antrat. Im April 2020 wurde bekannt, dass sein Vertrag nicht verlängert wird. Seine Intendanz in Oberhausen endete demnach zum Ende der Spielzeit 2021/22.

## Preise und Auszeichnungen
- 2003 Förderpreis für Regie der Deutschen Akademie der Darstellenden Künste für „Nieder Bayern“
- 2004 Auszeichnung als Nachwuchsregisseur des Jahres durch die Zeitschrift „Theater heute“
- 2004 Eingeladen zu „Radikal Jung“ mit „Nieder Bayern“
- 2005 Eingeladen zu „Radikal Jung“ mit „Die Leiden des Jungen Werther“
- 2012 Eingeladen zum „Theatertreffen der Jugend“ in Berlin mit „Salam, Shalom, We Came To Organise Your Peace - A Tale About German Confusion.“

## Inszenierungen (Auswahl)
- 2003 – Nieder Bayern nach Jagdszenen aus Niederbayern am Volkstheater München
- 2003 – Klein Eyolf von Ibsen am Volkstheater München
- 2004 – Kasimir und Karoline von Ödön von Horváth am Volkstheater München
- 2004 – Jim Knopf und Lukas der Lokomotivführer von Michael Ende am Deutschen Schauspielhaus Hamburg
- 2004 – Lolita von V. Nabokov am Schauspiel Frankfurt
- 2004 – Der Kuss des Kohaku UA von Peter Stamm am Deutschen Schauspielhaus Hamburg
- 2005 – Feuergesicht von Marius von Mayenburg am Düsseldorfer Schauspielhaus
- 2007 – Ein Volksfeind von Ibsen am Schauspiel Frankfurt
- 2009 – Simplicissimus von „Soeren Voima“ am Staatstheater Hannover
- 2010 – Das Weiße Album‘‘ von den Beatles am Schauspiel Frankfurt
- 2010 – 30 Jahre Republik Freies Wendland – Reaktiviert. Ballhofplatz/Schauspiel Hannover
- 2011 – Der Hals der Giraffe, Uraufführung von Judith Schalansky am Schauspiel Frankfurt
- 2012 – Zusammen! von Lucas Moodysson am Staatstheater Hannover
- 2014 – Ein Sommernachtstraum von Shakespeare am Staatstheater Hannover
- 2015 – Der Besuch der alten Dame von Dürrenmatt am Theater Basel
- 2016 – Lehman Brothers von Massini am Staatstheater Hannover
- 2018 – Ein Volksfeind von Ibsen am Theater Oberhausen[3]
- 2018 – Der Sandmann von E. T. A. Hoffmann am Theater Oberhausen[4]